# Clonophis kirtlandii
Clonophis kirtlandii là một loài rắn trong họ Rắn nước. Loài này được Kennicott mô tả khoa học đầu tiên năm 1856.

## Hình ảnh

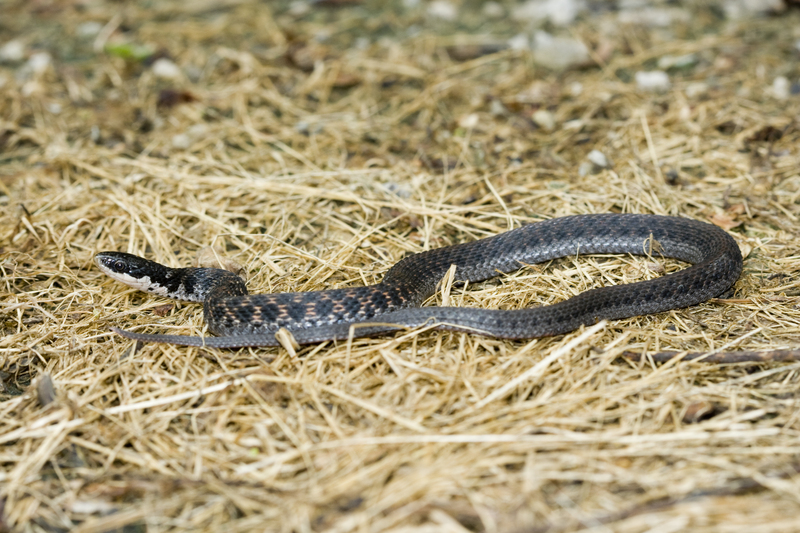